# Zygmunt Ciupiński
Zygmunt Ciupiński (ur. 26 sierpnia 1946 w Wacławicach) – polski samorządowiec i urzędnik państwowy, wojewoda przemyski (1994–1995). 

## Życiorys
Ukończył studia na  Akademii Rolniczej w Krakowie z tytułem inżyniera rolnika. Był nauczycielem w szkole podstawowej, a następnie naczelnikiem gminy. Pracował jako dyrektor Wydziału Rolnictwa Urzędu Wojewódzkiego w Przemyślu. Następnie pracował jako prezes Okręgowej Spółdzielni Mleczarskiej. W wyniku wyborów samorządowych w 1990 objął funkcję wójta Fredropola, którą sprawował do grudnia 1993. Z jego inicjatywy w 1994 utworzono DPS w Huwnikach.
22 stycznia 1994 został powołany na stanowisko wojewody przemyskiego, który to urząd sprawował do 11 kwietnia 1995. Jego zastępcą w randze wicewojewody został Stanisław Bajda. 